# 13732 Woodall
A 13732 Woodall (ideiglenes jelöléssel 1998 RC56) a Naprendszer kisbolygóövében található aszteroida. A LINEAR projekt keretében fedezték fel 1998. szeptember 14-én.